# Spanyol geze
A spanyol geze (Iduna opaca) a verébalakúak (Passeriformes) rendjébe, ezen belül a nádiposzátafélék (Acrocephalidae) családjába  és az Iduna nembe tartozó faj. Korábban a halvány geze alfajának tekintették és a Hippolais nembe sorolták. 13-15 centiméter hosszú. Spanyolországban és Afrika északnyugati részén költ, télen a Szahel-övezet nyugati részére és attól délre vonul. A fás, bokros területeket kedveli. Rovarokkal táplálkozik. Áprilistól júniusig költ. Fészekalja 2-3 tojásból áll.

## Fordítás
- Ez a szócikk részben vagy egészben  a   Western olivaceous warbler című angol Wikipédia-szócikk fordításán alapul.  Az eredeti cikk szerkesztőit annak laptörténete sorolja fel. Ez a jelzés csupán a megfogalmazás eredetét és a szerzői jogokat jelzi, nem szolgál a cikkben szereplő információk forrásmegjelöléseként.